# Antoni Tiałowski
Antoni Tiałowski (ur. 12 maja 1907 w Wysokiej na Pomorzu, zm. 12 lutego 1942 w Goduli) – plutonowy piechoty Wojska Polskiego, piekarz.

## Życiorys
Od 1926 zawodowy podoficer. Do Goduli przybył w 1938 jako plutonowy 75 Pułku Piechoty. Podczas kampanii wrześniowej walczył w okolicach Goduli i Orzegowa. Musiał się wycofać aż pod Tomaszów Lubelski. Tam dostał się do niewoli. Zbiegł 8 listopada 1939 i powrócił do Goduli. Jesienią 1939 został kierownikiem okręgu Polskiej Organizacji Zbrojnej. Aresztowany 14 listopada 1941 i osadzony w więzieniu w Mysłowicach. Został publicznie powieszony, wraz z Ignacym Nowakiem, 12 lutego 1942 w Goduli. Ich ostatnie słowa to: „Niech żyje Polska”, „Niech żyje Chrystus Król”, „Zostańcie z Bo...”. Chwilę po nich ciała skazańców zawisły na szubienicy.
Zwłoki Antoniego Tiałowskiego zostały przewiezione do krematorium KL Auschwitz.

## Ordery i odznaczenia
- Krzyż Kawalerski Orderu Odrodzenia Polski (pośmiertnie, 25 czerwca 1946)[3]

## Upamiętnienie
Pamięć Antoniego Tiałowskiego została uczczona tablicą pamiątkową w miejscu egzekucji oraz nadaniem jego imienia jednej z ulic w Goduli.